# Лемешко Людмила Олегівна
Людмила Олегівна Лемешко (нар. 12 листопада 1979, Чернігів, УРСР) — українська футболістка та тренерка, центральна півзахисниця, захисниця. Виступала в збірній України.

## Клубна кар'єра
В дитинстві займалася лижними перегонами під керівництвом чернігівського тренера Віталія Паршукова. На ігрових тренуваннях лижники часто грали у футбол, і тренер запропонував їй спробувати свої сили в цій грі. У листопаді 1992 року Лемешко потрапила в групу підготовки «Легенди», де тренувалася у Олега Трухана і Наталії Терещенко. На одному із занять отримала травму і перестала ходити на тренування, але одного разу випадково зустрілася з Михайлом Ющенком, який попросив її повернутися в команду.
25 квітня 1993 року дебютувала за «Легенду» в домашньому матчі проти «Борисфена», замінивши за три хвилини до фінального свистка Наталію Зінченко. У першому сезоні за «Легенду» вона провела 20 матчів, регулярно виходячи на заміну. Під кінець 1993 року 14-річна футболістка могла виїхати з Олегом Труханом в донецьку спортшколу, але її не відпустили батьки.
У наступному сезоні Лемешко все частіше з'являється в основному складі, а у виїзній грі з луганською «Есміра» забиває свій перший м'яч. В сезоні 1995 року остаточно закріпилася в основному складі команди, а через рік була визнана заводською газетою «Чексіл» найкращою футболісткою року в «Легенді»
Протягом трьох наступних сезонів вигравала з командою срібні медалі чемпіонату України, а 2000 року завоювала своє перше чемпіонство. 
У 2001-2003 роках Лемешко була капітаном «Легенди», завоювавши ще два чемпіонства, два Кубки України, а також дебютувавши у Кубку УЄФА (2001 року за «Легенду», 2002 року за азербайджанський «Гемрюкчю»), та продовжуючи виступати за збірну. Також в цей період виступала у футзалі за «Фортуну-Чексіл», який був фарм-клубом чернігівського футбольного клубу у цьому виді спорту. У зв'язку з фінансовими проблемами в клубі 2002 року Лемешко разом з іншими гравцями тимчасово виступала за азербайджанський «Гемрюкчю». У другому за рахунком розіграші Кубка УЄФА сезону 2002/03 «Гемрюкчю» подолав кваліфікаційний раунд, а в своїй групі посів передостаннє третє місце. Лемешко увійшла в список найкращих бомбардирів турніру з 5 забитими м'ячами.
Після завершення сезону 2004 року, у якому через травму хрестових зв'язок півзахисниця провела всього три матчі, вона приймає запрошення російського клубу «Рязань-ТНК», де провела наступні чотири сезони.
2009 року Люда переходить в московський «ШВСМ Ізмайлово», в складі якого посіла четверте місце в чемпіонаті Росії. У новій команді вона почала грати не у півзахисті, а в захисті. У тому ж році у складі збірної України провела 2 матчі у фінальній стадії чемпіонату Європи.
На початку 2010 року повернулася в «Легенду». Лемешко провела майже всі офіційні матчі і стала капітаном команди, яка стала чемпіоном України та фіналістом Кубка країни. У цьому ж році була номінована на звання найкращої футболістки України. За 13 років виступів у «Легенді» вона зіграла 177 матчів і забила 30 м'ячів (відповідно 4 і 12 показники в історії команди).
2011 року завершила кар'єру гравця у складі російського клубу «Зоркий». 
2012 року у неї народився син Кирило. Коли сину було сім місяців, наставник національної збірної України Анатолій Куцев запропонував Людмилі допомагати йому в команді. 
З 2015 року, відгукнувшись запрошення директора СДЮШОР «Спартак» Миколи Лисенка, працювала дитячою тренеркою в цій школі. Очолювана нею команда ДЮСШ стала чемпіоном України в категорії WU-14. У сезоні 2021—2022 років була граючею тренеркою команди «Юність» (Чернігів). У якості головної тренерки «Юності» здобула срібні медалі Першої ліги у сезоні 2022—2023.

## Кар'єра в збірній
Виступала за дівочу збірну України U-19. Дебют відбувся 23 вересня 1997 року в матчі проти Швеції (0:8). Всього за збірну WU-19 провела 2 поєдинки і забила 1 м'яч. 
11 травня 2000 року дебютувала у складі національної збірної України у Києві в матчі проти збірної Німеччини (1:6). 2009 року головний тренер збірної Анатолій Куцев викликав Лемешко на чемпіонат Європи в Фінляндії. 2011 року провела свій останній матч за збірну.

## Досягнення

### Командні
«Легенда»
- Чемпіонат України
  -  Чемпіон (4): 2000, 2001, 2002, 2010
  -  Срібний призер (5): 1997, 1998, 1999, 2003, 2004

- Кубок України
  -  Володар (2): 2001, 2002
  -  Фіналіст (5): 1998, 1999, 2003, 2004, 2010

### Особисті
- Найкраща футболістка «Легенди» (1): 1996